# Janusz Madej
Janusz Antoni Madej (ur. 5 lipca 1947 we Wrocławiu) – polski weterynarz, dr hab., profesor zwyczajny i kierownik Katedry Anatomii Patologicznej, Patofizjologii, Mikrobiologii i Weterynarii Sądowej Wydziału Medycyny Weterynaryjnej Uniwersytetu Przyrodniczego we Wrocławiu.

## Życiorys
W 1971 ukończył studia weterynaryjne w Akademii Rolniczej we Wrocławiu, w tym samym roku rozpoczął pracę na macierzystej uczelni. W 1974 obronił pracę doktorską, w 1981 uzyskał stopień doktora habilitowanego. 14 stycznia 1992 nadano mu tytuł profesora w zakresie nauk weterynaryjnych. Został zatrudniony na stanowisku profesora zwyczajnego i kierownika w Katedrze Anatomii Patologicznej, Patofizjologii, Mikrobiologii i Weterynarii Sądowej na Wydziale Medycyny Weterynaryjnej Uniwersytetu Przyrodniczego we Wrocławiu.
Był członkiem Komitetu Nauk Weterynaryjnych na V Wydziale - Nauk Rolniczych, Leśnych i Weterynaryjnych Polskiej Akademii Nauk oraz Komisji ds. Stopni i Tytułów; Sekcji III - Nauk Biologicznych, Rolniczych, Leśnych i Weterynaryjnych Centralnej Komisji do Spraw Stopni i Tytułów.